# Willem Klein
Willem Klein (4 de diciembre de 1912 - 1 de agosto de 1986), también conocido como Wim Klein o bajo sus nombres artísticos Pascal y Willy Wortel, fue un  matemático neerlandés de ascendencia judía, famoso por poder realizar con gran rapidez cálculos muy complicados mentalmente. El 27 de agosto de 1976, calculó la raíz 73 de un número de 500 dígitos en 2 minutos y 43 segundos. Esta hazaña fue registrada por el Libro Guinness de los récords.

## Semblanza
Klein nació en Ámsterdam, Países Bajos, en 1912. Era hijo de Henry Klein y de Emma Cohen. Tuvo una infancia difícil porque su padre quería que se convirtiera en médico como él, a pesar de la oposición de su hijo. Además de esta presión, su madre se suicidó en 1929.
En 1932, cuando terminó la escuela secundaria, a pesar de su pasión por las matemáticas, cedió a las demandas de su padre y se matriculó en la Facultad de Medicina de Ámsterdam; donde logró obtener su licenciatura en 1935. Su padre murió en 1937, y aunque aprobó la primera parte de su examen de doctorado, finalmente abandonó temporalmente su carrera como médico. Fue por esta época cuando descubrió su homosexualidad. Tanto Klein como su hermano mayor, Leo, fueron examinados regularmente por un neurólogo de Ámsterdam debido a sus increíbles capacidades numéricas. Stokvis calificó a Wim como una "calculadora auditiva", y a su hermano Leo como una "calculadora visual".
Cuando los alemanes invadieron Holanda en mayo de 1940, Klein comenzó a trabajar en un hospital judío y continuó con sus estudios de doctorado en 1941. En 1942, sin embargo, tuvo que esconderse. Su hermano fue capturado y deportado al campo de exterminio de Sobibor, donde murió. Después de la guerra, Klein volvió a sus estudios de doctorado, pero también protagonizó exhibiciones en Francia, Bélgica y los Países Bajos, realizando cálculos rápidos a menudo bajo el nombre artístico de 'Pascal'. Vivió un estilo de vida bastante nómada y actuó en este tipo de espectáculos hasta 1952.
En 1952, Klein fue contratado por el Centro Matemático de Ámsterdam como calculista científico. En 1954, se celebró en Ámsterdam el Congreso Internacional de Matemáticos, al que asistió. Esto le animó a retomar sus espectáculos nuevamente, por lo que volvió a su estilo de vida nómada y actuó internacionalmente otra vez durante unos años, hasta que fue contratado por la Organización Europea para la Investigación Nuclear en 1958. Pero a medida que las computadoras se volvieron más potentes en la década de 1960 y los físicos comenzaron a manejar sus programas, Klein quedó relegado a menudo al papel de una simple mascota del CERN dedicado a asombrar a los visitantes con sus cálculos, lo que le resultaba desalentador.

## Años posteriores y muerte
En 1975, la conmemoración del 700 aniversario de Ámsterdam le hizo sentir nostalgia y en 1976 se retiró anticipadamente del CERN. Continuó protagonizando espectáculos con sus cálculos, esta vez con el nombre artístico de "Willy Wortel", aunque comenzó a interesarse más en romper récords, esforzándose por mejorar sus tiempos y batir nuevos récords. Esto continuó hasta el 1 de agosto de 1986, cuando el ama de llaves de Klein lo encontró muerto en su casa de Ámsterdam, brutalmente asesinado con un cuchillo. Aunque se detuvo a un joven, no hubo pruebas de su participación en el caso y pronto fue puesto en libertad. El asesinato en 2018 seguía sin resolverse.